# Joodse begraafplaats (Muiderberg)

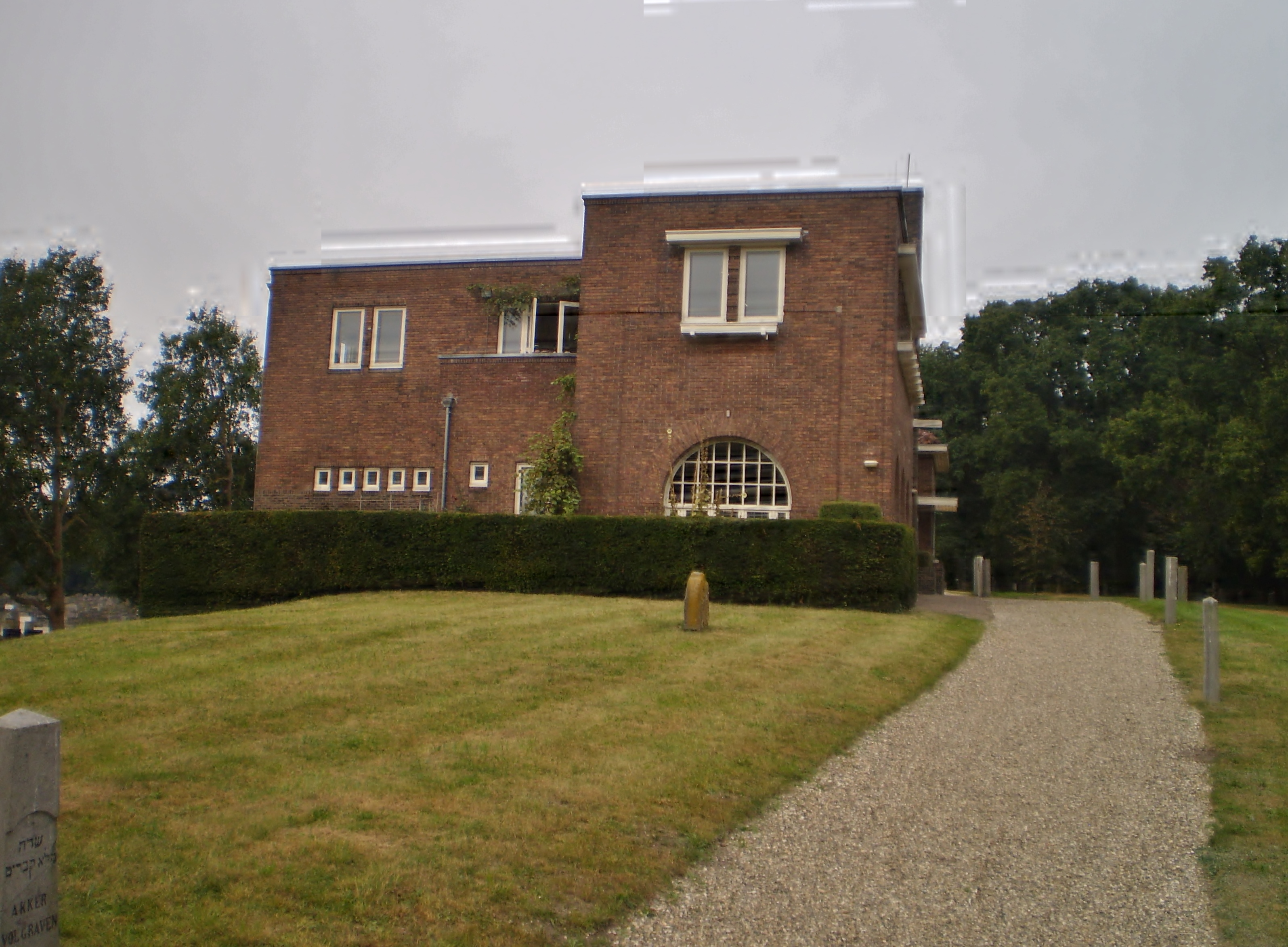
Entreegebouw aan de Googweg

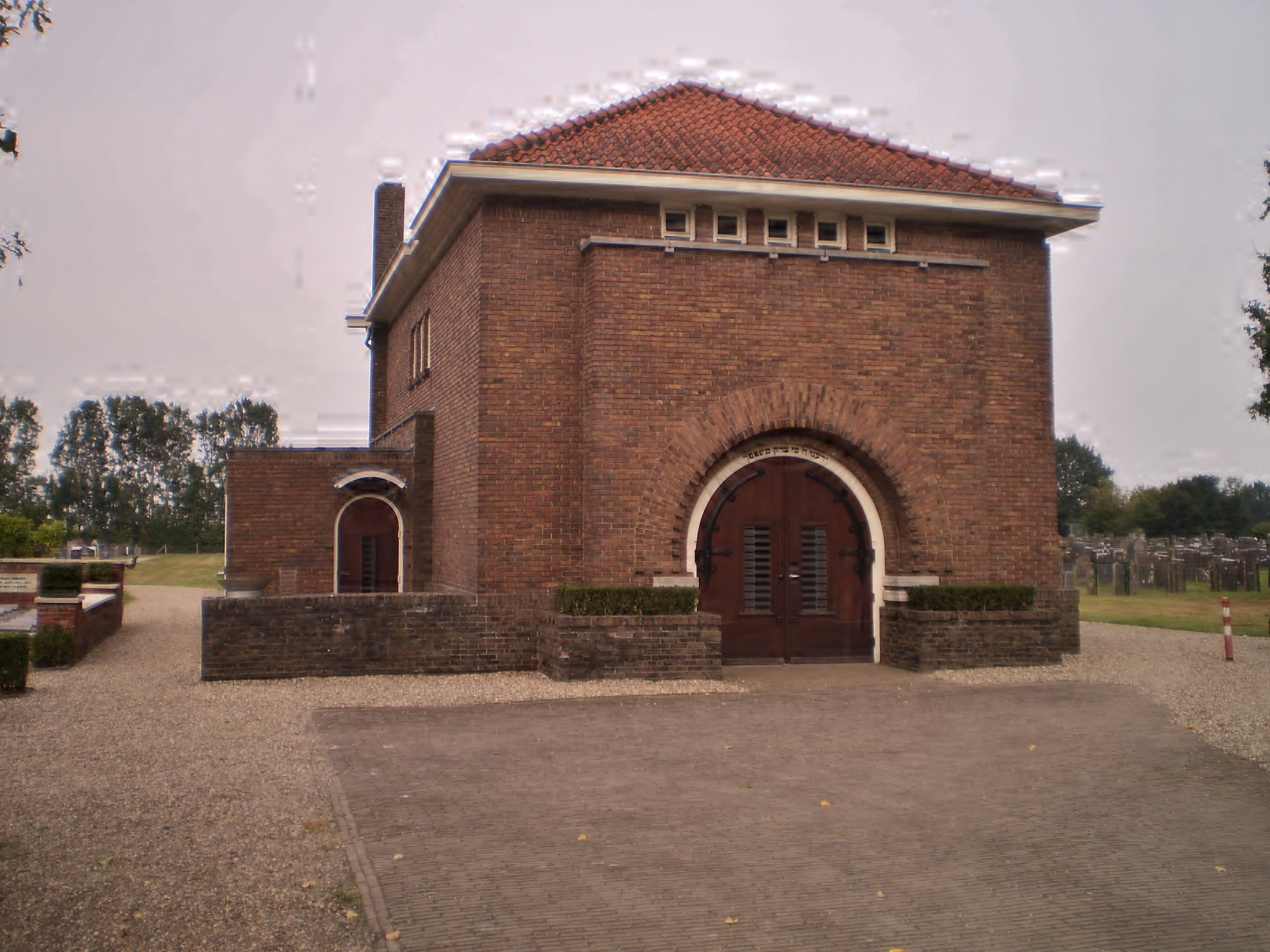
Metaheerhuis op de begraafplaats Muiderberg

De Joodse begraafplaats te Muiderberg is de oudste begraafplaats van de Hoogduitse-Joden van Amsterdam. In 1642 werd de grond aangekocht. De Poolse Joden voegden zich in 1660 bij hen. Op deze joodse begraafplaats zijn ongeveer 45.000 mensen begraven. Op het terrein bevinden zich onder andere een monument voor de slachtoffers van de Holocaust en een metaheerhuis. De aula, het metaheerhuis en een aantal grafmonumenten zijn ontworpen door de architect Harry Elte.
De Joodse gemeente van Muiden viel niet onder Amsterdam, maar onder Weesp.

## Graven van bekende personen op de Joodse begraafplaats Muiderberg
- Henriëtte Asscher, schilderes
- Sara Bacharach, (Tante Saar) bloemenverkoopster op het Rembrandtplein (zie ook Tante Saarbrug).
- Arnold van den Bergh, notaris
- Ellen Blazer, televisieredacteur en -regisseur
- Esther de Boer-van Rijk, actrice
- Ben Bril, bokser
- Isaac Marcus Calisch, lexicograaf
- Moritz Calisch, schilder
- Joseph Hirsch Dünner, opperrabbijn
- Harry Goldsteen, schaakproblemist
- Meijer de Haan, schilder
- Jeremias Samuel Hillesum, opperrabbijn
- Marc de Hond, presentator, sporter en ondernemer
- Eduard Jacobs, cabaretier en pianist
- Dorry Kahn, schilder en tekenaar
- Abraham Israel van Lier, schouwburgdirecteur
- Jaap van Meekren, journalist en televisiemaker
- Sal Meijer, kunstschilder
- Hanny Michaelis, dichteres
- Max Tak, musicus, componist en journalist
- Ies Vorst, rabbijn en schrijver
- Louis de Vries, acteur